# Pseudoligosita paphlagonica
Pseudoligosita paphlagonica är en stekelart som först beskrevs av Maksymilian Nowicki 1935.  Pseudoligosita paphlagonica ingår i släktet Pseudoligosita och familjen hårstrimsteklar. Inga underarter finns listade i Catalogue of Life.